# Villa Ascarelli

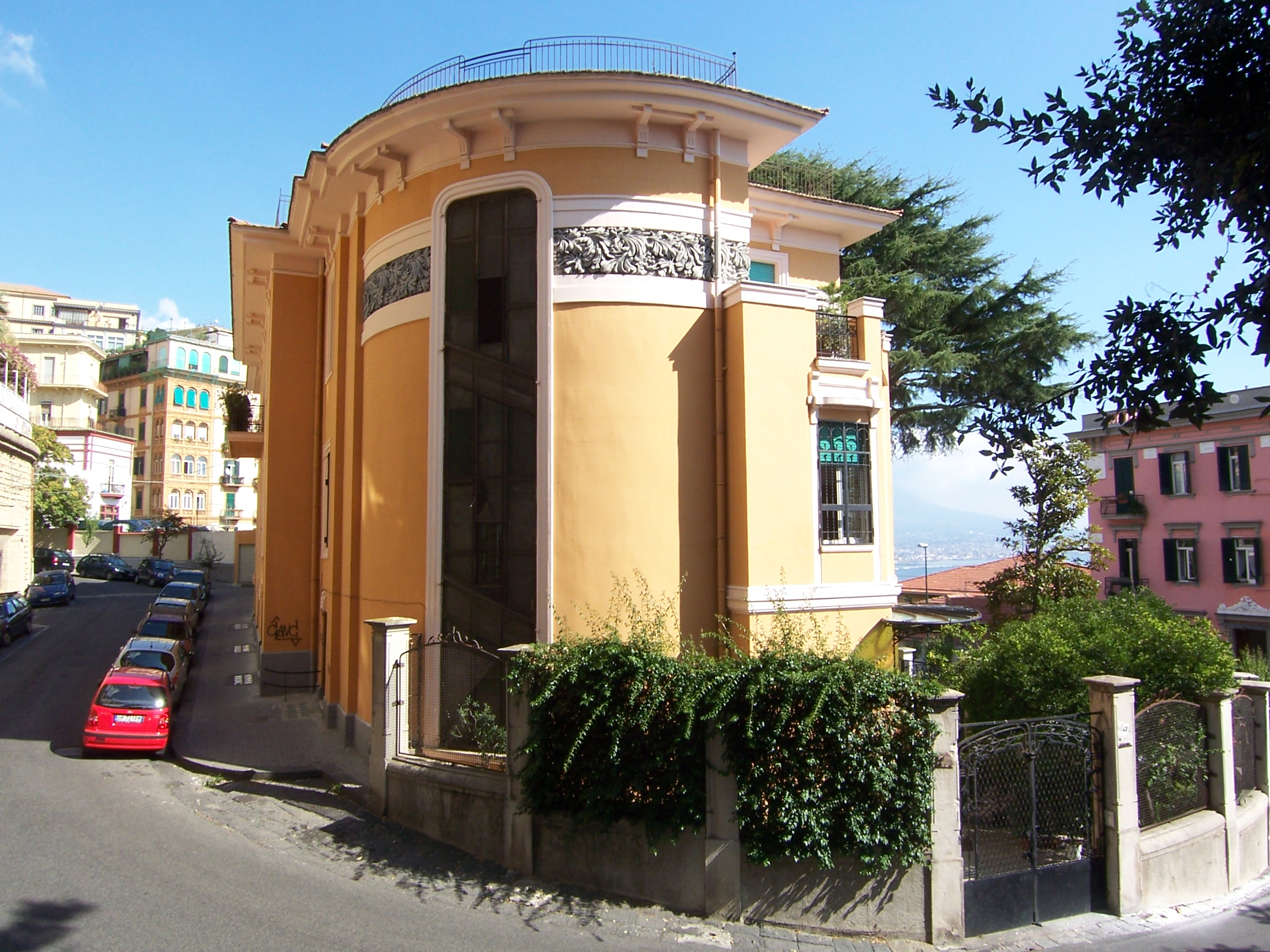
Villa Ascarelli in Neapel

Die Villa Ascarelli ist ein Landhaus aus den 1910er-Jahren im Viertel Chiaia von Neapel in der italienischen Region Kampanien. Es liegt an der Via Palizzi gegenüber der Palazzina Russo Ermolli.

## Geschichte und Beschreibung
Die Villa wurde zum Ende des neapolitanischen Jugendstils errichtet, von 1913 bis 1915. Die Planung und Bauleitung führte der Architekt und Bauingenieur Adolfo Avena aus und schuf so eines der ersten Gebäude in Stahlbeton.
Das Gebäude liegt an einem zerfurchten Hang an der kurvigen Via Palizzi, die den Höhenunterschied hervorhebt, den es im Viertel gibt, in der diese Immobilie liegt. Die Villa gleicht den Höhenunterschied mit einem kleinen Sockel aus.
Der Baukörper ist unregelmäßig geformt und vollkommen strohgelb gestrichen. Er zeigt wenige Jugendstilverzierungen, die die Rahmen der Fenster und des Treppenhauses kennzeichnen. Letzteres hat ein Fenster in voller Höhe und besitzt ein Band, das entlang dem oberen Rand der Fassade im Relief verläuft.